# Antoine Rigaudeau
Antoine Rigaudeau, né le 17 décembre 1971 à Cholet, est un joueur international français de basket-ball, qui évoluait aux postes d'arrière et de meneur. Considéré comme l'un des meilleurs joueurs de l'histoire du basket-ball français, il est intronisé à l'Académie du basket-ball français en 2010. En juillet 2015, il est le premier Français nommé au FIBA Hall of Fame dans la catégorie « joueurs ». En Italie, où il passe une grande partie de sa carrière, il est surnommé Le Roi.

## Biographie

### Carrière en club

#### Cholet Basket (1978-1995)
Il suit la filière basket-ball au sein du Cholet Basket. Très précoce, il joue son premier match de Nationale 1 à 16 ans et demi. En 1994, il remporte à quatre reprises le titre de MVP français. Lors de cette période, il fait une première tentative pour rejoindre la National Basketball Association (NBA) en disputant une Summer League, à Utah, sous les couleurs des Rockets de Houston.

#### Pau-Orthez (1995-1997)
Afin d'évoluer et de se faire un palmarès, il quitte son club de toujours pour l'Élan Béarnais Pau-Orthez. Pour sa première saison, il évolue au sein de la « French Team », nom donné à l'équipe en raison de certains exploits sur les parquets européens malgré l'absence de ses Américains, blessés. Lors de la campagne européenne, il marque 34 points face au club de Buckler Bologne, dont les 16 points de son équipe en prolongation qui donnent la victoire à l'Élan. Il marque également 31 points lors d'une victoire 69 à 67 sur le parquet du Panathinaïkos. Pau-Orthez, après avoir éliminé le Cibona Zagreb en huitième, échoue lors du match décisif face au CSKA Moscou en quart de finale. Sur la scène française, Pau remporte le titre de Champion de France face à l'ASVEL : après les deux victoires obtenues au Palais des sports de Pau, les Villeurbannais, emmenés par Delaney Rudd, égalisent et obligent Pau à disputer la manche décisive à domicile. Cette dernière est finalement remportée par le club béarnais 78 à 72.
Il signe pour une deuxième saison mais celle-ci est gâchée par des blessures : entorse du coude droit puis lésion du triceps brachial droit, blessure qui le prive de la fin de la saison, dont le championnat d'Europe 1997. À l'issue de la saison, il rejoint l'Italie.

#### Virtus Bologne (1997-2003)
Il signe avec le club de Kinder Bologne dont la star est le Yougoslave Predrag Danilović. Le club, dirigé par Ettore Messina, possède un effectif impressionnant : Radoslav Nesterović, Zoran Savić, Hugo Sconochini, Alessandro Abbio. L'équipe atteint le Final Four de Euroligue de basket-ball après avoir éliminé l'autre club de « Basket City », la Fortitudo Bologne en quart de finale. Lors du Final Four de Barcelone, le Kinder se débarrasse du Partizan Belgrade sur le score de 83 à 61 avant de triompher du club grec de l'AEK Athènes en finale sur le score de 58 à 44. Rigaudeau, qui avait manqué le quart face à Bologne, et bien qu'il ne soit encore à son meilleur niveau, termine meilleur marqueur de la finale avec 14 points. Rigaudeau remporte son deuxième trophée avec le club italien en remportant le Championnat d'Italie, succès qui est d'autant plus apprécié par ses supporters que celui-ci est obtenu aux dépens de l'autre club bolonais.
La saison suivante, Rigaudeau est devenu le réel patron du club italien. Celui-ci atteint de nouveau la finale de l'Euroligue mais échoue face au club lituanien du Žalgiris Kaunas. Le club échoue également dans le championnat italien, en demi-finale des playoffs face au Roosters Varese mais remporte toutefois un trophée avec la Coupe d'Italie.
Durant l'été 1999, il fait une nouvelle tentative pour intégrer la NBA. Les Spurs de San Antonio mais aussi le Jazz de l'Utah et les Knicks de New York l'ont approché mais, persuadé qu'il n'aura pas de réelle chance de pouvoir exprimer son talent sans être un « bouche-trous », il préfère continuer sa carrière en Europe avec son club de la Virtus.
Privé d'Euroligue pour la saison 1999-2000, le club italien parvient en finale de la Coupe Saporta. Son adversaire est le club grec de l'AEK qui prend sa revanche de la finale de 1998 en triomphant sur le score de 75 à 67. Rigaudeau, souffrant d'une pubalgie, ne dispute pas la finale. Il fait son retour sur les parquets lors des playoffs du championnat italien, playoffs où la Virtus est éliminée sur le score de 3 victoires à 0 par le Benetton Trévise.
Pour la saison 2000-2001, Predrag Danilović a arrêté sa carrière. Le club reçoit néanmoins le renfort de Emanuel Ginobili, en provenance du club italien de Viola Reggio de Calabre. La Virtus domine le championnat italien, terminant aisément à la première place de la première phase et remportant ensuite les trois rencontres des playoffs sur le score de trois victoires à zéro, dont la finale sur le rival de toujours: la Fortitudo. Il remporte également la Coupe d'Italie, face à Scavolini Pesaro. Sur la scène européenne, la Virtus dispute l'Euroligue, nouvelle compétition créée par l'ULEB, la FIBA organisant également cette année sa propre compétition, la Suproligue, avant la fusion lors de la saison suivante. le Kinder élimine Olimpija Ljubljana en quart, puis le rival de Bologne sur le score de trois victoires à zéro. La finale, disputée également au meilleur des cinq rencontres, voit la victoire de la Virtus face au club espagnol de TAU Ceramica.
La saison suivante, le Kinder atteint le Final Four de l'Euroligue, disputé à Bologne. Après une victoire en demi-finale face au Benetton Trévise sur le score de 90 à 82, il échoue face au Panathinaïkos. Le Benetton prend sa revanche en éliminant le Kinder en demi-finale du championnat d'Italie avant de remporter le titre. Le Kinder remporte toutefois une nouvelle Coupe d'Italie.
Messina rejoint le Benetton pour la saison suivante et le club commence à connaître de problèmes financiers. Dans le même temps, le club des Mavericks de Dallas, par l'intermédiaire de Donnie Nelson, fils et assistant de l'entraîneur des Mavericks, Don Nelson, lui propose de tenter sa chance en NBA.

#### Mavericks de Dallas (2003)
Le contrat devient effectif en janvier 2003. Mais, Don Nelson possède déjà dans son effectif Steve Nash et Nick Van Exel sur le poste de meneur. De plus, le jeu individualiste et stéréotypé de la ligue américaine [« Le basket américain, c’est du un contre un ou deux contre deux. Le reste du monde joue en équipe, fait des écrans, des passes », Dirk Nowitzki]. En NBA on joue l’isolation. En FIBA c’est différent, il faut bouger, s’arranger pour qu’il se passe quelque chose, ne lui permet pas de démontrer ses qualités : il ne correspond pas aux standards avec ses 2 m pour un meneur arrière et Don Nelson le positionne le plus souvent sur un poste 3 qui n'est pas le sien. L'expérience n'est pas concluante, notamment en raison d'un manque d'adresse (8 sur 35 aux tirs), Rigaudeau n'aura droit qu'à 11 matchs avec le club texan pour des statistiques de 1,5 point de moyenne et 0,5 passe pour 8 minutes de jeu, avant de faire partie d'un échange entre Dallas et les Warriors de Golden State.

#### Pamesa Valencia (2003-2005)
Rigaudeau, ne souhaitant pas poursuivre l'expérience, négocie la rupture de son contrat NBA de trois ans et signe avec le club de Pamesa Valencia qui évolue dans la Lega espagnole. Lors de son passage dans la Lega, il subit une blessure au tendon d'Achille du pied gauche qui le tient éloigné pendant six mois des parquets.
En juin 2005, Rigaudeau, qui possédait encore un contrat d'un an avec son club espagnol, annonce la fin de sa carrière.

### Carrière en sélection
Débutant en équipe de France en 1990, sa première grande compétition avec les bleus se situe à Rome avec le Championnat d'Europe 1991. Il commence à montrer son talent à l'Europe. La France, malgré quatre défaites en cinq rencontres, termine à la quatrième place, battue par l'Espagne pour le bronze. En demi-finale, elle avait subi la loi de l'équipe de Yougoslavie qui jouait sa dernière compétition en tant que nation unie. Cette même année, il devient champion du Monde militaires.
Les Bleus ne participant pas aux Jeux olympiques de Barcelone après leur échec lors du tournoi pré-olympique de Grenade, sa deuxième grande compétition est le Championnat d'Europe 1993. Cette compétition est un échec amer : la défaite face à la Grèce en quart de finale sur le score de 61 à 59 prive les Bleus de participation pour le Mondial 1994.
Lors du championnat d'Europe 1995 disputé à Athènes, la France termine à la huitième place. Yann Bonato est le leader offensif avec ses 21,6 points, Rigaudeau apportant pour sa part 13,3 points.
Sa lésion du triceps du coude droit le prive du championnat d'Europe 1997. Il retrouve l'équipe de France pour le championnat d'Europe 1999 qui se déroule en France. Malgré le bon début de compétition de Tariq Abdul-Wahad, Rigaudeau est le leader offensif de la France, terminant la compétition avec 15,5 points de moyenne. Il apporte 18 points, meilleur marqueur de la rencontre, lors de la victoire décisive face à la Turquie en quart de finale, victoire qui offre une participation pour les prochains Jeux olympiques de Sydney. La compétition se termine sur deux défaites, face à l'Espagne en demi-finale puis face à la Yougoslavie pour la médaille de bronze.
La compétition de Sydney ne se présente pas sous les meilleurs auspices : après une défaite de 25 points face à Yougoslavie à quelques jours du début des jeux, Rigaudeau fustige la préparation : « Nous sommes léthargiques, notamment dans notre emploi du temps. » Rigaudeau est le sauveur lors la rencontre face à la Chine qui assure la participation au quart de finale : il marque 29 points, dont 23 et six tirs primés consécutifs durant la période qui voit la France passer de -14 à +12. La France bat ensuite le Canada puis s'offre une démonstration en demi-finale face à l'Australie. La France retrouve les États-Unis qui les avaient déjà battus lors de la première phase. Les États-Unis remportent la médaille d'or sur le score de 85 à 75.
Ces Jeux semblent être la dernière compétition de Rigaudeau sous le maillot bleu. Quelque temps avant le championnat d'Europe 2001, il annonce sa retraite internationale, la justifiant par une « usure mentale et physique ». La vraie raison est plutôt dans le mode de fonctionnement de la sélection.
Le nouveau sélectionneur Claude Bergeaud le convainc de retrouver les Bleus pour le championnat d'Europe 2005 qui se déroule en Serbie-Monténégro. Rigaudeau partage le leadership avec l'autre grand nom du basket-ball français, Tony Parker. Sa science du jeu est prépondérante dans les matches couperets contre la Serbie Monténégro puis la Lituanie pour atteindre les demi-finales et l'objectif affiché de se qualifier pour le championnat du monde 2006. Lors de la demi-finale, il s'estime responsable de la défaite contre les Grecs, défaite à la dernière seconde alors que Rigaudeau a loupé deux lancers francs dans la dernière minute. La compétition se termine avec une médaille de bronze obtenue grâce à une victoire sur l'Espagne.

### Post-carrière
Les instances du basket-ball français pensent à lui pour occuper un rôle de Manager général auprès de l'équipe de France pour le championnat du monde 2006 en Espagne. Il refusera finalement d'occuper ce poste en janvier 2006.
En juillet 2006, un pool de cinq actionnaires, duquel Rigaudeau est vice-président, emmené par Essar Gabriel, reprend 80 % de parts actionnaires du Paris Basket Racing. Rigaudeau devient le directeur sportif du club. Il devient ensuite vice-président dévoué au sport, formation et développement du Paris-Levallois Basket à la suite de la fusion du PBR et du Levallois SCB.
Après le mauvais résultat de l'équipe de France lors du championnat d'Europe de 2007, le remplacement du sélectionneur Claude Bergeaud tient en haleine le basket-ball français. Parmi les choix possibles pour son remplacement, Rigaudeau présente un projet où il occuperait un poste de Manager général de l'équipe de France. Celui-ci serait également responsable du coaching, et serait assisté par un entraîneur, les noms de Frédéric Sarre, Vincent Collet, Éric Girard, voire Jacky Commères ayant circulé pour occuper ce poste. Finalement, le président de la Fédération française Yvan Mainini, après avoir semblé privilégier cette solution, choisit Michel Gomez comme entraîneur de l'équipe de France, lui confiant la mission de qualifier celle-ci pour le championnat d'Europe 2009 lors des qualifications. Les raisons évoquées pour n'avoir pas retenu la solution de Rigaudeau sont sa non-expérience du métier de coaching. La présence de Rigaudeau au sein de la structure dirigeante du Paris-Levallois Basket a également été évoquée comme obstacle à sa sélection.
À l'issue de la saison 2007-2008, le Paris-Levallois Basket est relégué en Pro B. Mis en cause pour la qualité de son recrutement, Rigaudeau démissionne le 16 mai 2008 de ses fonctions d'administrateur et de vice-président. Il dit ainsi assumer sa part de responsabilité, précisant malgré tout « qu'un grand nombre de décisions concernant l'aspect sportif ont été prises entre l'ensemble des actionnaires ».

### Carrière d'entraîneur
Le 3 juin 2015, il s'engage pour deux saisons comme entraîneur du Paris-Levallois Basket. C'est sa première expérience en tant qu'entraîneur. Il démissionne de ses fonctions fin décembre 2015 sur un bilan de cinq victoires en quinze rencontres.

## Clubs successifs
| Saisons   | Équipe                                | Pays       |
| 1987-1995 | Cholet Basket (173 matches)           | France     |
| 1995-1997 | Pau-Orthez (45 matches)               | France     |
| 1997-2003 | Virtus Bologne (173 matches)          | Italie     |
| 2003      | Mavericks de Dallas (NBA, 11 matches) | États-Unis |
| 2003-2005 | Pamesa Valencia (49 matches)          | Espagne    |

## Palmarès

### Équipe de France
- 127 sélections entre le 21 novembre 1990 et le 25 septembre 2005
- Vice-champion olympique des Jeux olympiques de Sydney en 2000
- Médaille de bronze lors du championnat d’Europe 2005 de Belgrade
- Médaille de bronze aux Jeux méditerranéens de 1993 à Agde
- 4e lors du championnat d’Europe 1991
- 4e lors du championnat d’Europe 1999

### Clubs
- Vainqueur de l’Euroligue en 1998, 2001 (Uleb) (Virtus Bologne)
- Champion de France en 1996 (Pau-Orthez)
- Champion d’Italie en 1998, 2001 (Virtus Bologne)
- Vainqueur de la Coupe d’Italie en 1999, 2000, 2001, 2002 (Virtus Bologne)
- Finaliste de l’Euroligue en 1999, 2002 (Virtus Bologne)
- Finaliste de la Coupe Saporta en 2000 (Virtus Bologne)

### Distinctions personnelles
- MVP français en 1991, 1992, 1993, 1994 (Cholet), et 1996 (Pau-Orthez)
- All-Star européen en 1998 et 1999 (Virtus Bologne)
- En juillet 2015, il est nommé au FIBA Hall of Fame[1]